# Odontomyia lineata
Odontomyia lineata är en tvåvingeart som beskrevs av Meijere 1913. Odontomyia lineata ingår i släktet Odontomyia och familjen vapenflugor. Inga underarter finns listade i Catalogue of Life.